# Герб Подолу
Герб Подолу — геральдичний символ села Подолу Срібнянського району Чернігівської області (Україна), затверджений сесією сільської ради 12 квітня 2011 року (автор - О. Желіба).

## Опис герба
Герб села – щит хвилеподібно пересічений на червоне і срібне поле, на яких перетяте срібно-синє серце, увінчане згори золотим хрестом з двома променями від центру у горішній частині. Щит накладено на бароковий картуш, що увінчаний золотою хлібною короною.
Допускається використання герба без картуша та корони.

## Трактування символіки села
- серце – у Східноєвропейській геральдиці символ дружби, яка є важливою чеснотою жителів села;
- хрест – стародавнє позначення Вічного Дерева Життя, стародавній знак (символ) життя, істини і спасіння, взятий стародавніми християнами (людьми хреста, людьми життя) і поширений ними в усі кінці земної кулі; віра, надія, любов, випробування, спасіння; символ християнських чеснот мешканців села;
- хвиля – символ мінливості життя, змін; відзнака географічного розташування села: на річці Лисогір навпроти містечка Срібного;
- хрест на серці – геральдичний символ Срібного, частиною якого у XVIII ст. був Поділ;
- картуш – декоративна прикраса, що виконана в стилі козацького бароко; згадка про те, що село було засноване саме в козацькі часи.

## Історія

Герб Срібного 1724 (реконструкція)

У XVIII ст. село перебувало у складі ратушного містечка Срібного, яке вживало свій герб. Геральдичною реформою кінця XVIII ст. герб містечка не отримав підтвердження.